# Wrong Turn 3 - Svolta mortale
(Slogan promozionale italiano del film nel DVD)
Wrong Turn 3 - Svolta mortale (Wrong Turn 3: Left for Dead) è un film del 2009 diretto da Declan O'Brien.
Film horror direct-to-video, costituisce il terzo capitolo della saga splatter Wrong Turn, iniziata nel 2003 con Wrong Turn e continuata nel 2007 con Wrong Turn 2 - Senza via di uscita.
Il film uscì negli Stati Uniti d'America in DVD e Blu-Ray Disc il 20 ottobre, mentre in Italia fu distribuito il 10 marzo 2010.

## Trama
Alex sta facendo rafting con altri 3 amici, che vengono uccisi per mano del cannibale Tre Dita, ultimo rimasto dei mutanti. Sono passati diversi anni dalla nascita del figlio di Tre Dita e ora, diventato adolescente, comincia a costruire trappole insieme al padre.
In una prigione i detenuti Chavez e Floyd, intendono evadere durante il trasferimento ad un'altra prigione. Il loro piano tuttavia viene ascoltato dalla spia William. Le guardie decidono così di anticipare il trasporto e di avvertire i poliziotti Nate e Walter dei loro intenti. Il giorno del trasferimento, Nate, Walter, Chavez, Floyd, Crawford, Willy e Brandom si ritrovano tutti nello stesso pulmino, e la loro destinazione è la nuova prigione. Durante il lungo viaggio, sostano alla stazione dello sceriffo del paese. Dopo pochi minuti di strada il pullman viene attaccato da Tre Dita che lo fa sbandare facendolo cadere da una rupe. Tutti riescono ad uscire e poco dopo il pulmino scoppierà.
Approfittando di questa occasione, Chavez e Floyd si ribellano e prendono i due poliziotti in ostaggio. Presto il gruppo si accorge di non essere solo, difatti Tre Dita inizia a scagliare frecce e coltelli verso di loro. Il gruppo decide dunque, guidati da Nate, di raggiungere una torretta di emergenza per poter chiamare aiuto. Successivamente nel percorso, si imbattono in Alex che, sopravvissuta, rivela agli altri che c'è un mutante che sta dando loro la caccia e che ha già ucciso i suoi amici. Il gruppo, tranne Nate, la crede pazza, ma la usano come ostaggio. Arrivati ad un furgone portavalori sbandato, Chavez scopre che è pieno di soldi, e la contesa di tale bottino causa una violenta lite tra i membri del gruppo che culmina con la morte dell'agente Walter.
Dopo che ognuno ha preso due borse con i soldi, come ordinato da Chavez, quest'ultimo incontra il figlio di Tre Dita. Il bambino ancora inesperto si fa sconfiggere facilmente dai fuggitivi. Chavez, capito che è il figlio dell'altro mutante, decide di scuoiargli la testa e di metterla in bella vista su un paletto. Il mutante Tre Dita, scoperto il misfatto, inizia quindi una caccia spietata contro gli assassini del figlio. Il primo a morire è Willy, colpito da una trappola, poi tocca a Crawford che credendo di poter rubare il camioncino di Tre Dita resta intrappolato nel filo spinato.
Brandom capisce che Nate sta girando in tondo per guadagnare tempo: il ragazzo decide di mantenere il segreto. Quando però Chavez e Floyd iniziano a litigare Nate e Alex riescono a scappare. Chavez lascia Floyd mezzo morto per terra e decide di continuare con il solo Brandom, lasciando tutti i soldi per terra in modo tale da potersi muovere più velocemente.
Lo sceriffo del paese e l'agente Sophie vanno alla ricerca di Nate.
Nel frattempo, Floyd riesce a risvegliarsi, prende tutti e soldi lasciati da Chavez e inizia la sua fuga, dopo pochi metri si ritrova in mezzo a dei grossi massi dove si fa male ad una gamba, Tre Dita lo sente e dà fuoco a lui e a tutti i soldi. Il resto del gruppo sentendo le urla si avvicina a Floyd scoprendo che Tre Dita lo aveva ucciso, eliminando anche i soldi.
Successivamente, quando finalmente lo sceriffo trova Nate, Alex, Chavez e Brandom viene ucciso dal mutante Tre Dita con una lancia.
Pochi metri dopo, si imbattono nuovamente in Tre Dita e Chavez consegna al mutante Alex, e lui la porta via fino alla casa nel bosco.
Brandom dunque, approfittando di un momento di distrazione, colpisce Chavez alla testa facendolo svenire. Nate dunque cerca di raggiungere Alex e Brandom scappa alla ricerca di un paese vicino. Nate raggiunge la casa e libera Alex, inizia una lunga lotta con Tre Dita che viene ferito ma non ucciso. Dunque Nate e Alex prendono il furgoncino di Tre Dita per uscire dal bosco ma durante la fuga, Tre Dita si fa vivo nuovamente attaccando il furgoncino. Una volta schiantati contro un albero, ricompare Brandom che soccorre la coppia e li aiuta ad uscire dal furgoncino ormai in fiamme. Tre Dita dunque tenta un nuovo attacco dove però Nate ha la meglio. Il furgoncino prende fuoco e Tre Dita insieme ad esso. Nate, sfinito, decide di fare finta che Brandom sia morto per permettere a quest'ultimo di scappare e farsi una nuova vita, senza finire di nuovo in prigione. Tuttavia, vario tempo dopo, Nate fa ritorno al furgone portavalori per raccogliere dei soldi che Chavez e Floyd non avevano raccolto. Brandom però lo tradisce uccidendolo con una freccia ed inizia a raccogliere i soldi. Di li a poco un altro mutante, armato di una mazza chiodata irromperà sulla scena uccidendo Brandom.

## Produzione
Dopo il successo commerciale riscosso dai primi due Wrong Turn, la Fox Home Entertainment annunciò nel 2008 la futura realizzazione di un terzo episodio anch'esso diretto al mercato casalingo, per la regia di Declan O'Brian. La selezione del cast artistico iniziò nel luglio 2008, ed entro agosto il cast principale era stato confermato.
Il film è stato girato in 24 giorni.

### Riprese
Le riprese si svolsero a Sofia, nel 2008, dal 4 agosto al 4 settembre.. La maggior parte del film però è stata girata nel monte Vitosha, molto vicino a Sofia. Nel monte è anche presente un fiume di sassi, dove sono state girate la sequenza iniziale e la sequenza dell'incendio.

## Promozione
Alcuni slogan utilizzati:
- «Ciò che non vedi ti ucciderà» (What don't you see will kill you, in originale)
- «C'è qualcosa di malvagio in questi boschi...» (Nel DVD)

## Accoglienza

### Critica
Il film viene ritenuto dalla maggior parte dei fans della serie il peggiore Wrong Turn di sempre. Su Rotten Tomatoes ha il 23% di critiche positive.